# بولين سميث (كاتب)
بولين سميث (بالإنجليزية: Pauline Smith)‏ (و. 1882 – 1959 م) هي كاتِبة، وروائية، وكاتبة قصص قصيرة، وشاعرة، وكاتبة يوميات جنوب أفريقية، توفيت في دورست، عن عمر يناهز 77 عاماً.